# A Jane Austen könyvklub (film)
A Jane Austen könyvklub (eredeti cím: The Jane Austen Book Club) 2007-ben bemutatott romantikus filmdráma, melyet Robin Swicord rendezett. A forgatókönyv Karen Joy Fowler regénye alapján íródott, melyben egy könyvklub keretein belül a szereplők Jane Austen regényeiről beszélgetnek. 

## Cselekmény
Sylviát húsz év házasság után elhagyja férje, Daniel, egy másik nőért. Barátnője, Bernadette ekkor alapít egy Jane Austen Könyvklub-ot, amellyel más gondolatokra akarja rávezetni Sylviát. Ebben a klubban a brit írónő, Jane Austen hat regényéről lesz szó. Hat regény, hat tag. Sylvia legjobb barátnője, a szingli és kutyatenyésztő Jocelyn hozza el véletlen ismerősét, Grigg-et, aki az egyetlen férfi a csoportban. Az egyetlen indítéka a csatlakozásra az, hogy Jocelynnél pontokat szerezzen, és jobban megismerje őt. Sylvia leszbikus lánya, Allegra csak anyja kedvéért csatlakozik a klubhoz. A boldogtalan házasságban élő francia tanárnő, Prudie, akit az a veszély fenyeget, hogy viszonyba kezd egyik diákjával, a hatodik tag. A klub tagjai havonta találkoznak, hogy megvitassák Austen egy-egy művét. Fokozatosan kiderül, hogy az egyes klubtagok szerelmi élete egybeesik a regények cselekményével.

## Szereplők
| Szerep           | Színész            | Magyar hang        |
| ---------------- | ------------------ | ------------------ |
| Jocelyn          | Maria Bello        | Pápai Erika        |
| Prudie Drummond  | Emily Blunt        | Sallai Nóra        |
| Bernadette       | Kathy Baker        | Menszátor Magdolna |
| Grigg Harris     | Hugh Dancy         | Magyar Bálint      |
| Sylvia Avila     | Amy Brenneman      | Román Judit        |
| Allegra Avila    | Maggie Grace       | Ruttkay Laura      |
| Daniel Avila     | Jimmy Smits        | Kőszegi Ákos       |
| Dean Drummond    | Marc Blucas        | Tokaji Csaba       |
| Sky mama         | Lynn Redgrave      | Illyés Mari        |
| Trey             | Kevin Zegers       |                    |
| Cat Harris       | Nancy Travis       | Szórádi Erika      |
| Corinne          | Parisa Fitz-Henley |                    |
| Dr. Samantha Yep | Gwendoline Yeo     |                    |
| Lynne            | Myndy Crist        |                    |

## Fordítás
- Ez a szócikk részben vagy egészben  a   Der Jane Austen Club című német Wikipédia-szócikk fordításán alapul.  Az eredeti cikk szerkesztőit annak laptörténete sorolja fel. Ez a jelzés csupán a megfogalmazás eredetét és a szerzői jogokat jelzi, nem szolgál a cikkben szereplő információk forrásmegjelöléseként.